# 関山嶺山
関山嶺山（かんざんれいざん）は、台湾中央山脈の南段に位置する山で、高雄市桃源区と台東県海端郷の境にある標高3,176mの山である。台湾百岳における南横三山の一つである。

## 概要
関山嶺山は向陽山と塔関山のほぼ中間の中央山脈に位置し、台湾百岳の中で76位だった。1972年10月31日に南横公路が開通した後には、頂上までの距離が大幅に縮まり、そのために登山所要時間が大幅に短縮された。
昔はまともに関山越警備道路を越えていたが、今は南横公路の大関山トンネルが山腹を貫いている。このトンネルは標高2,722mで、南横公路の最高地点であるのと同時に、台湾では最高に位置する道路トンネルでもある。地元では「埡口」とも呼ばれた。